# Esteban Arrizabalo
Esteban Arrizabalo Echevarría, más conocido por el apodo de Deva (3 de agosto de 1910, Deva, Guipúzcoa, España - Vigo, Pontevedra, España, 13 de abril de 1976), fue un futbolista español. Jugaba en la posición de defensa y tuvo una larga carrera como futbolista profesional jugando en cinco diferentes equipos de la Primera División de España (Real Sociedad, Alavés, Sevilla, Zaragoza y Celta de Vigo) entre 1929 y 1947.

## Biografía

### Inicios
Esteban Arrizabalo nació en la calle Osio de la localidad guipuzcoana de Deva en 1910. Durante su carrera como futbolista fue más conocido por el apodo de "Deva", que provenía de su localidad natal, que por su propio nombre o apellido.  

### Sevilla FC
El jugador vasco fichó por el Sevilla FC en 1932, cuando el equipo hispalense militaba en Segunda División. Deva formó parte de la plantilla del Sevilla que logró dos de los primeros grandes hitos de la historia del club; el primer ascenso a Primera División obtenido al finalizar la temporada 1933-34 y el primer título de Copa, obtenido la temporada siguiente al vencer en la final al CD Sabadell por 3:0. Deva formó parte del once del Sevilla que debutó en Primera División el 2 de diciembre de 1934 frente al Athletic de Madrid (4:1) y también jugó la final de Copa disputada el 30 de junio de 1935 en el Estadio de Chamartín. 
El estallido de la Guerra Civil sorprendió al jugador en la capital andaluza. Pasa la mayor parte del periodo de la Guerra Civil en "territorio nacional", pero sin abandonar la práctica del fútbol.  Su nombre aparece formando parte de alineaciones del Sevilla FC o de una selección sevillana, disputando partidos de carácter benéfico a lo largo de 1938.   
En 1939 su nombre aparece vinculado al Recuperación de Levante, un conjunto militar con base en Castellón, creado por el ejército franquista, del que formaron parte diversos jugadores que habían batallado en la región militar de Levante. El equipo disputó el campeonato regional de Aragón en 1939 y amistosos diversos a lo largo de  la primera mitad de 1938.   
Tras acabar la guerra y de cara al regreso de las competiciones ligueras, en septiembre de 1939, Deva firmó por el Zaragoza.

### Celta de Vigo
Deva llegó a Vigo siendo ya un jugador bastante veterano, debutando con la camiseta celeste con 31 años cumplidos, el 28 de agosto de 1941 en una visita al Granada CF (1:1). El Celta cumplía su tercera campaña consecutiva en la Primera División, tras haber debutado en 1939 en la categoría, y su objetivo no era otro que la permanencia, que había obtenido en las dos campañas anteriores con muchos apuros. El entrenador de aquel Celta de la campaña 1941-42 era otro vasco Baltasar Albéniz. 
Ya desde su llegada al club, Deva se convirtió en un elemento fundamental de la defensa céltica ganándose la titularidad y jugando 24 de los 26 partidos de dicha temporada como titular.  Su mejor temporada como céltico fue la primera, pero en general ninguna de las que permaneció en el club desmereció. El Celta obtuvo una excelente quinta plaza en la clasificación general, que repitió también a la temporada siguiente, la 42-43.  Como dato anecdótico, en la última jornada de la temporada 1941-42, Deva marcó su único gol como jugador céltico, al anotar un penalti en el Estadio de Atocha a su antiguo club, la Real Sociedad, que supuso el empate 2:2 final. 
Su último partido oficial se produjo el 20 de octubre de 1946 en una victoria a domicilio 0:2 frente al Real Murcia. El club le ofreció un partido de homenaje antes de finalizar oficialmente la temporada 1946-47, mediante un encuentro entre dos combinados formados en su mayor parte por jugadores del Celta. 
Tras retirarse Deva se dedicó a entrenar a uno de los equipos que actuaban como filiales del Celta, el Club Berbés. 
Deva acabaría asentándose en la ciudad de Vigo, donde residió hasta su fallecimiento, ya octogenario, en 1976.